# قرار مجلس الأمن التابع للأمم المتحدة رقم 277
صدر قرار مجلس الأمن التابع للأمم المتحدة رقم 277 في 18 مارس 1970، وهو يتعلق بروديسيا الجنوبية، المعروفة الآن باسم زيمبابوي. أكّد المجلس من جديد قراراته السابقة وأشار بقلق بالغ إلى أن الجهود المبذولة حتى الآن لإنهاء التمرد قد باءت بالفشل، ولم تستجب بعض البلدان ( البرتغال وجنوب أفريقيا على وجه التحديد) لقرارات المجلس وأن الحالة في روديسيا الجنوبية مستمرة للتدهور نتيجة الإجراءات الجديدة للنظام.
وأكد المجلس من جديد أيضا مسؤولية المملكة المتحدة عن الإقليم وطالب بالانسحاب الفوري للأفراد المسلحين في جنوب أفريقيا من روديسيا الجنوبية. انتهى المجلس بقراره بأن تقوم جميع الدول الأعضاء على الفور بقطع جميع العلاقات الدبلوماسية والقنصلية والتجارية والعسكرية وغيرها، وإنهاء أي تمثيل يحتفظون به في الإقليم، وقطع على الفور أي وسيلة نقل موجودة من وإلى روديسيا الجنوبية وكذلك قيام المنظمات الدولية الإقليمية بتعليق عضوية النظام غير القانوني.
تم تبني القرار تقريبا بالإجماع، بينما امتنعت إسبانيا عن التصويت.